# Anaemotettix manifesta
Anaemotettix manifesta är en insektsart som beskrevs av Korolevskaya 1980. Anaemotettix manifesta ingår i släktet Anaemotettix och familjen dvärgstritar. Inga underarter finns listade i Catalogue of Life.